# Белый поезд

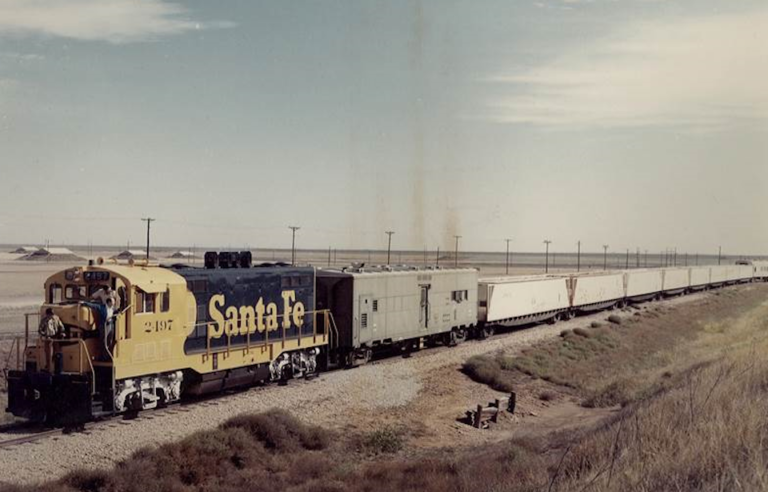
Поезд в пути

Белый поезд (англ. The White Train) — поезд, работавший на заводе «Пэнтекс» в Техасе в разгар Холодной войны. Перевозил ядерное оружие с завода, где оно создавалось, на многочисленные военные базы по всей территории США. С 1951 по 1987 год отдел Безопасности перевозок Департамента энергетики США, использовал поезд для перемещения ядерного оружия по железной дороге. Поезд оказался в центре внимания борцов за мир и активистов против ядерного оружия на Западе. Хотя цвет поезда менялся много раз, чтобы не быть замеченным, он продолжал называться по его первоначальному цвету — белым. После последней попытки борцов за мир, которые заблокировали проезд поезда, министерство энергетики начало перевозить ядерное оружие на грузовиках без уведомления общественности.